# Exsculptina
Exsculptina es un género de foraminíferos bentónicos de la subfamilia Oolininae, de la familia Ellipsolagenidae, de la superfamilia Polymorphinoidea, del suborden Lagenina y del orden Lagenida. Su especie tipo es Lagena sidebottomi. Su rango cronoestratigráfico abarca desde el Pleistoceno hasta la actualidad.

## Discusión
Clasificaciones previas incluían Exsculptina en la Superfamilia Nodosarioidea.

## Clasificación
Exsculptina incluye a las siguientes especies:
- Exsculptina athyrmata
- Exsculptina discrepans
- Exsculptina eccentrica
- Exsculptina exsculpta
- Exsculptina glaphyraheda
- Exsculptina pliocenica
- Exsculptina semilineata
- Exsculptina sicula
- Exsculptina sidebottomi
- Exsculptina spinigera
- Exsculptina umbelliforma